# Zebra-bóbitásantilop
A zebra-bóbitásantilop (Cephalophus zebra) az emlősök (Mammalia) osztályának párosujjú patások (Artiodactyla) rendjébe, ezen belül a tülkösszarvúak (Bovidae) családjába és a bóbitásantilop-formák (Cephalophinae) alcsaládjába tartozó faj.

## Előfordulása
Sierra Leone, Libéria, Elefántcsontpart és Guinea esőerdővel borított területeinek lakója.

## Megjelenése
E bóbitásantilop faj könnyen megkülönböztethető más, ugyanezen nembe tartozó fajoktól; szőrzete ugyanis jellegzetes mintájú, csíkozott (12–15 fekete sáv húzódik a hátától). Alapszíne világos, a fejénél gesztenyebarna. Végtagjainak felső része fekete színezetű. A kifejlett egyedek testtömege 9–20 kilogramm, testhossza 85 centiméter körüli, marmagassága 40–50 centiméter. Más bóbitásantilop-félékhez hasonlóan a szarvak rövidek, a hímeké 4–5 cm, a nőstényeké 2–2,5 cm hosszúságú.

## Életmódja
Mindkét nem territóriumot tart, s védelmezi azt a betolakodókkal szemben.

## Szaporodása
A vemhességi idő 7–8 hónap. A fiatalok 7–9 hónaposan nyerik el felnőtt társaik színezetét. A hímek 2 éves korukban válnak ivarilag éretté, a nőstények valamivel korábban.

## Védettsége
A Természetvédelmi Világszövetség (IUCN) sebezhetőnek minősítette a fajt, s 2003-tól felkerült a Washingtoni egyezmény (CITES) II. függelékébe is. Egész populációjukat 28 000 példányra becsülték (1999-es adatok szerint).